# Ильичёвка (Галёнкинское сельское поселение)
В Октябрьском районе Приморья есть шахтёрский посёлок Ильичёвка
Ильичёвка — село в Октябрьском районе Приморского края. Входит в состав Покровского сельского поселения.

## География
Село Ильичёвка стоит в верховьях реки Крестьянка (левый приток реки Раздольная), выше села Поречье.
Находится между шахтёрским посёлком Ильичёвка (на восток, около 3 км) и селом Поречье (на юг, около 2 км).
Расстояние до села Галёнки (на восток через Поречье) около 20 км.
Расстояние до посёлка Липовцы (через посёлок Ильичёвка, затем на север по трассе мимо Владимировки) около 25 км.
Расстояние до районного центра села Покровка (на юг, через Поречье и Струговку) около 22 км.

## Население
| 2002 | 2010 |
| ---- | ---- |
| 190  | ↘108 |

## Улицы
| - ул. Верхняя, - ул. Завитая, - ул. Ильичёвская, - ул. К. Маркса, | - ул. Нижняя, - ул. Октябрьская, - ул. Садовая, - ул. Советов. |

## Экономика
Жители занимаются сельским хозяйством.